# Erich Bock (SS-Mitglied)
Erich Willi Kurt Bock (* 10. April 1911 in Gleiwitz; † 19. Dezember 2001 in Hameln) war ein deutscher SS-Hauptsturmführer und Teilkommandoführer des Einsatzkommandos 10a der Einsatzgruppe D. Im Jahr 1973 wurde er wegen NS-Gewaltverbrechen angeklagt und verurteilt.

## Leben
Erich Bock war Sohn eines Beamten bei der Reichspost. Im Jahr 1929 bestand er das Abitur. Bock studierte an der Universität Breslau Neuphilologie und Leibesübungen und schloss dieses Studium 1935 mit dem Staatsexamen ab. Bock fand Gefallen an einer Tätigkeit in der Wirtschaft und trat deshalb nach dem Examen nicht als Lehrer in den Staatsdienst ein, sondern arbeitete als Angestellter in einem Breslauer Unternehmen für Steinkohleförderung und -verkauf.
Zum 1. Februar 1933 trat er der SS (SS-Nummer 119.426) und zum 1. Mai 1933 der NSDAP bei (Mitgliedsnummer 1.940.762). Am 1. Juni 1938 wurde Bock als Sachbearbeiter für Wirtschaftsfragen im SD-Teilabschnitt Breslau notdienstverpflichtet. Im Frühjahr 1940 kam er nach Berlin als Anwärter des sogenannten Leitenden Dienstes, eines Lehrgangs zur Heranbildung des Nachwuchses für den höheren Dienst in Partei- und Staatsstellen. Als Teilnehmer dieses Lehrganges begann er im Sommersemester 1940 mit dem Jurastudium. Im Juni 1941 wurde Bock zum Einsatzkommando 10a abgeordnet und mit dieser Einheit in Südrussland eingesetzt. Unter Bocks Leitung töteten einige Mitglieder des Einsatzkommandos 10a im September 1941 50 Juden in der Nogaischen Steppe. Diese Nogaische Steppe liegt zwischen der heutigen Stadt Cherson und der Stadt Melitopol. Bock nahm auch am Massenmord an 70 jüdischen Männern und Frauen in Snigirewka teil. Im Oktober 1941 wurde er zur Fortsetzung des Studiums nach Berlin zurückberufen.
Im April 1942 legte Bock sein Referendarexamen ab. Nach kurzem Einsatz bei dem Unternehmen Zeppelin durchlief er ab Oktober 1942 als Referendar die verschiedenen Ausbildungsstationen beim Regierungspräsidenten in Oppeln. Im Juli 1944 wurde er persönlicher Referent und Rechtsberater beim Inspekteur der Sicherheitspolizei und des SD in Breslau.
Im Mai 1945 geriet Bock in amerikanische Gefangenschaft. Im Frühjahr 1948 wurde er aus der Internierungslager Darmstadt entlassen. Anschließend war er als kaufmännischer Angestellter in verschiedenen Stellen tätig und war bei einem Gipswerk in Bodenwerder beschäftigt. In den Jahren 1962 und 1965 befand er sich kurze Zeit in Untersuchungshaft. Am 23. März 1973 wurde Bock wegen Beihilfe zum Mord in 120 Fällen zu vier Jahren und sechs Monaten Freiheitsstrafe verurteilt. Der Bundesgerichtshof bestätigte das Urteil am 22. Januar 1975.